# Kanelstjärtad solfjäderstjärt
Kanelstjärtad solfjäderstjärt (Rhipidura fuscorufa) är en fågel i familjen solfjäderstjärtar inom ordningen tättingar.

## Utbredning och systematik
Fågeln förekommer på Tanimbaröarna (Larat, Yamdena, Lutu, Mutu, Selaru) och Babar. Den behandlas som monotypisk, det vill säga att den inte delas in i några underarter.

## Status
Trots det begränsade utbredningsområdet och att den tros minska i antal anses beståndet vara livskraftigt av internationella naturvårdsunionen IUCN. 